# Edinaldo Batista dos Santos
Edinaldo Batista dos Santos (* 2. April 1987) ist ein ehemaliger brasilianischer Fußballspieler.

## Karriere
Edinaldo begann seine Karriere 2006 bei SC Corinthians Alagoano. 2007 wechselte er zum japanischen Zweitligisten Mito Hollyhock. Für den Verein bestritt er 12 Zweitligaspiele. 2008 kehrte er nach Brasilien zurück und unterschrieb einen Vertrag beim Drittligisten AS Arapiraquense. 2009 wechselte er zum Ligakonkurrenten Clube de Regatas Brasil. Danach spielte er bei Boa EC, UR Trabalhadores und Botafogo FC (PB).